# 花山院家雅 (鎌倉時代)
花山院 家雅（かさんのいん いえまさ）は、鎌倉時代の公卿。鷹司家雅とも。正二位権大納言。父は大納言花山院長雅。母は権大納言藤原実持女按子。

## 早世続く花山院家
花山院家本家の当主に早世が相次ぐ中、花山院長雅の長男である定長も早世してしまった。二男である家雅が継いだが、家雅も早世してしまった。

## 経歴
以下、『公卿補任』と『尊卑分脈』の内容に従って記述する。
- 弘安4年（1281年）12月5日、叙爵。
- 弘安6年（1283年）1月5日、従五位上に昇叙。同年12月16日、侍従に任ぜられる。
- 弘安7年（1284年）1月6日、正五位下に昇叙[1]。
- 弘安8年（1285年）1月5日、従四位下に昇叙。
- 弘安9年（1286年）10月28日、左中将に任ぜられる。同年11月1日、春宮権亮を兼ねる。
- 弘安10年（1287年）1月13日、伊予介を兼ねる。同年10月21日、権亮を止める[2]。同年12月10日、従四位上に昇叙。同日、禁色を許される。
- 正応2年（1289年）1月5日、正四位下に昇叙。
- 正応4年（1291年）1月3日、従三位に叙される[3]。左中将は元の如し。
- 永仁元年（1293年）1月7日、正三位に昇叙。
- 永仁4年（1296年）10月24日、参議に任ぜられる。左中将は元の如し。
- 永仁5年（1297年）8月25日、春宮権大夫を兼ねる。
- 永仁6年（1298年）5月5日、従二位に昇叙。同年3月22日、讃岐権守を兼ねる。6月23日、権中納言に任ぜられる。同年7月23日、春宮受禅（後伏見天皇）により権大夫を止める。大嘗会検校に補せられる。
- 正安元年（1299年）1月5日、正二位に昇叙。
- 乾元元年（1302年）3月21日、中納言に転正。同年11月22日、権大納言に転任。
- 乾元2年（1303年）1月28日、権大納言を辞す。
- 徳治3年（1308年）8月14日、年来所労のため薨去。享年32。

## 系譜
父：花山院長雅

母：清水谷按子 - 従三位、権大納言清水谷実持女
- 妻：日野俊光女
  - 男子：冬雅
- 妻：陽徳門院播磨局
  - 男子：家頼